# 아멜리아 캠벨
어밀리아 캠벨(Amelia Campbell, 1965년 8월 4일 ~ )은 미국의 배우이다.
몬트리올에서 태어났다.

## 영화
- 메이지가 알고 있었던 일 (2012년) - 베인 부인 역
- 리프 오브 그래스 (2009년)
- 어 도그 이어 (2009년)
- 라스트 볼 (2001년)
- 루이지애나 스카이 (2001년)
- 애너머 (1998년)
- 웨딩 소나타 (1997년)
- 트루먼 (1995년)
- 아빠는 총각 (1994년)
- 미세스 파커 (1994년)
- 페이퍼 (1994년)
- 로렌조 오일 (1992년)
- 위험한 독신녀 (1992년)
- 법과 질서 (1990년)
- 엑소시스트 3 (1990년)